# Ella Heide
Ella Christine Heide (née Brodersen, 1871–1956) est une peintre danoise. Elle peignit à partir de 1908 à Skagen dans le Nord du Jutland.

## Biographie
Née à Flensbourg le 24 novembre 1871, elle se marie avec Rolf Wilhelm Heide qui tient l'usine de briques Kragelund Teglværk près d'Aarhus ; ils divorceront en 1909. Elle a deux enfants, Margarite Ella (1893) et Ove (1896). En 1908 elle arrive à Skagen où elle peint des aquarelles et des huiles de sujets et scènes traditionnels. Elle y retourne chaque été, séjournant au début avec les sœurs Holst à Søndervej.
Le frère d'Ella Heide, Hans, était parti habité à Skagen avec sa famille en 1896. En tant que membre clé de l'autorité locale, il construit en 1903 la Maisons blanche (det Hvide Hus) qui devient un des lieux de rencontre favoris des Peintres de Skagen dont Holger Drachmann et P.S. Krøyer.
Heide commence à peindre à Skagen à la fin de la période des peintres de Skagen. Holger Drachmann meurt en 1908 et P.S. Krøyer en 1909. Elle appartient donc à la jeune génération des peintres de Skagen avec Jørgen Aabye, Johannes Wilhjelm, Frederik Lange et Tupsy et Gad Frederik Clement, bien qu'aucun d'entre eux n'ait atteint la renommée du groupe originel. Elle peignit à Skagen entre autres Saxilds gård set fra havesiden. Anchers hus i baggrunden, Hvide hus et P.S. Krøyers Hus i Skagen (1938), Parti fra Skagen (1939), Den tilsandede kirke, Parti fra Gammel Skagen ou Det Blå Hus. Lors de son soixante-dixième anniversaire en 1941, le journal local Vendsyssel Tidende rapporte la grande reconnaissance de la communauté locale, dont la plupart des habitants avaient suspendu ses photos dans leurs maisons.